# Strongylognathus destefanii
Strongylognathus destefanii (лат.) — вид муравьёв-рабовладельцев рода Strongylognathus из подсемейства Myrmicinae (Formicidae). Включён в Международную Красную книгу МСОП. Эндемики Европы: Италия. Тело коричневое. Затылочный край слегка вогнутый. Стебелёк между грудкой и брюшком состоит из двух члеников: петиолюса и постпетиолюса (последний четко отделен от брюшка). Узелок петиоля немного блестящий, на постпетиоле развиты поперечные бороздки. Жало развито, куколки голые (без кокона). Паразитирует на муравьях рода Tetramorium (Tetramorium impurum). Вид был впервые описан в 1915 году итальянским мирмекологом Карло Эмери по материалам с острова Сицилия.